# Giovanni Battista Spangher
Giovanni Battista Spangher, conosciuto anche come Johann Spangher, (Villesse, 24 giugno 1802 – Villesse, 5 luglio 1852), è stato un patriota, politico, giudice, avvocato, funzionario, irredentista e benefattore italiano.

## Biografia
Giovanni Battista Spangher nasce a Villesse, piccolo paese nei pressi di Gorizia, da G.B. Spangar e da Pasqua Vecchi. La famiglia, di condizioni agiate, era originaria della piccola nobiltà austriaca e si era insediata a Villesse dal XVII secolo, dove svolgeva svariate attività mercantili e imprenditoriali. Si sposa nel 1842 con Orsola Vianello, figlia di Giuseppe (signore di Terzo d'Aquileia) e Giuditta Venier (esponente di una nobile famiglia del patriziato veneziano), dalla quale ebbe Ernestina Spangher, moglie del politico e patriota Roberto Galli, fondatore e direttore del quotidiano Il Tempo, Eduardo (letterato e filoso), Elvira, Carlo e nel 1852 il Cav.Giovanni Spangher (il quale poi intraprenderà una brillante carriera all'interno del Credito Italiano). Trasmise gli ideali patriottici al figlio che verrà successivamente condannato a morte poiché si rifiuterà di combattere nelle milizie austriache (in quanto si reputava cittadino italiano).

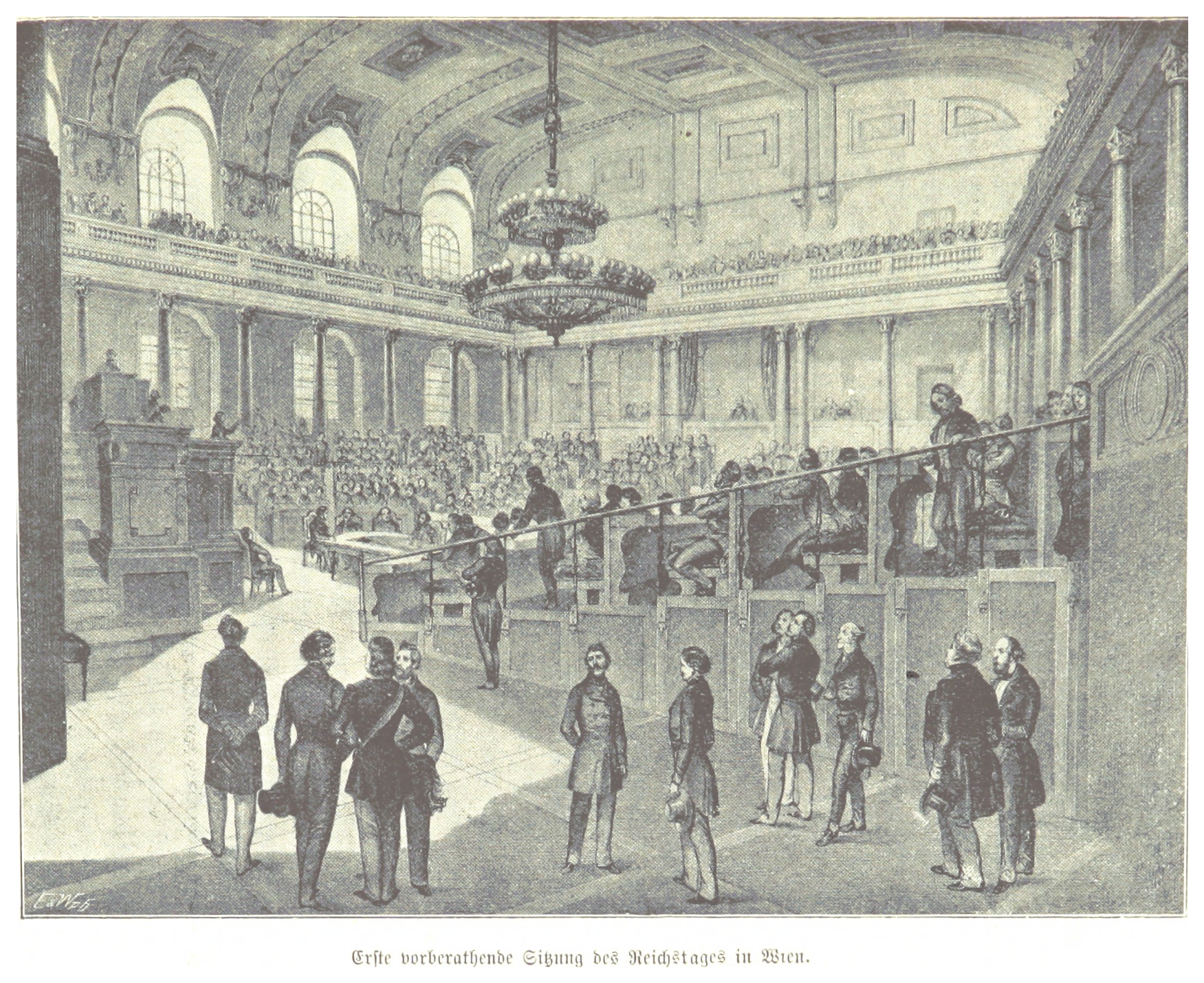
Il parlamento Reichstag istituito nel 1848

Dopo aver condotto gli studi in legge si dedica alla attività di avvocato e giudice a Gorizia, Monfalcone, Aquileia e Gradisca. Nel 1835 viene nominato giudice e commissario distrettuale di Monastero. Nel 1846 si sposta a Monfalcone nelle vesti di giudice ed avvocato. In aprile del 1847 è nominato segretario dell'Istituto dei Sordo-Muti  di Gorizia, di cui diviene direttore l'anno successivo. Il 30 novembre 1848 viene eletto al primo parlamento democratico austriaco dopo le rivoluzioni del marzo 1848, ove rimane in carica sino al febbraio seguente. Si rende partecipe del grande rinnovamento approvato in parlamento verso la fine del 1848 che liberava dal punto di vista economico i proletari dai nobili proprietari terrieri, ponendo così fine a decenni di lotte intestine. Rassegna le sue dimissioni nel 1849. Nell'aprile del 1850 in qualità di procuratore gestisce la disputa tra il Teatro di Società di Gorizia e il Giornale di Gorizia, per diffamazione a mezzo stampa. Negli anni 50 avvia e finanzia il progetto per completare il campanile della chiesa di San Rocco a Villesse. Giovanni Battista muore improvvisamente nella sua città natale nel 1852.